# 포후투 간헐천

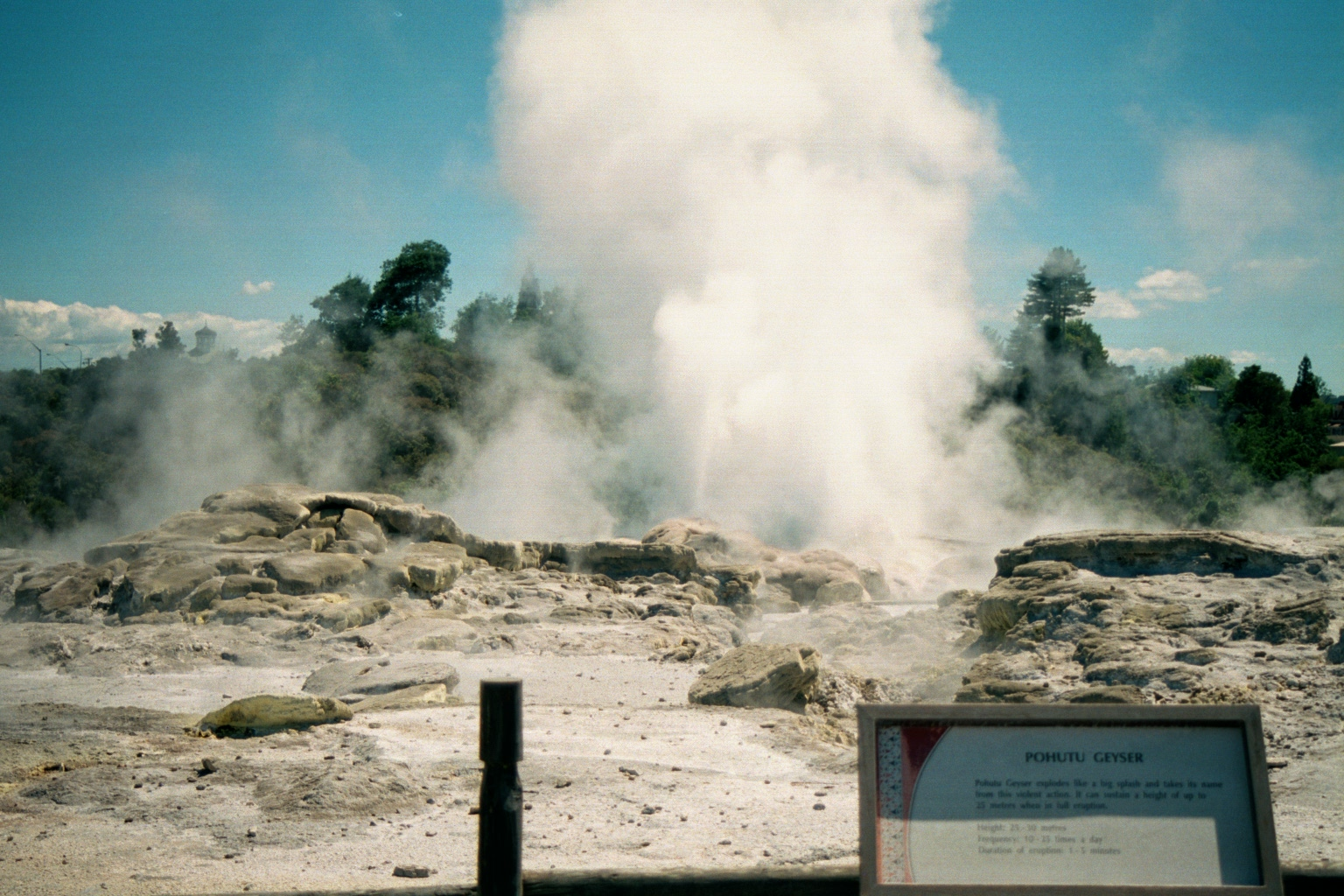
포후투 간헐천(Pohutu Geyser)

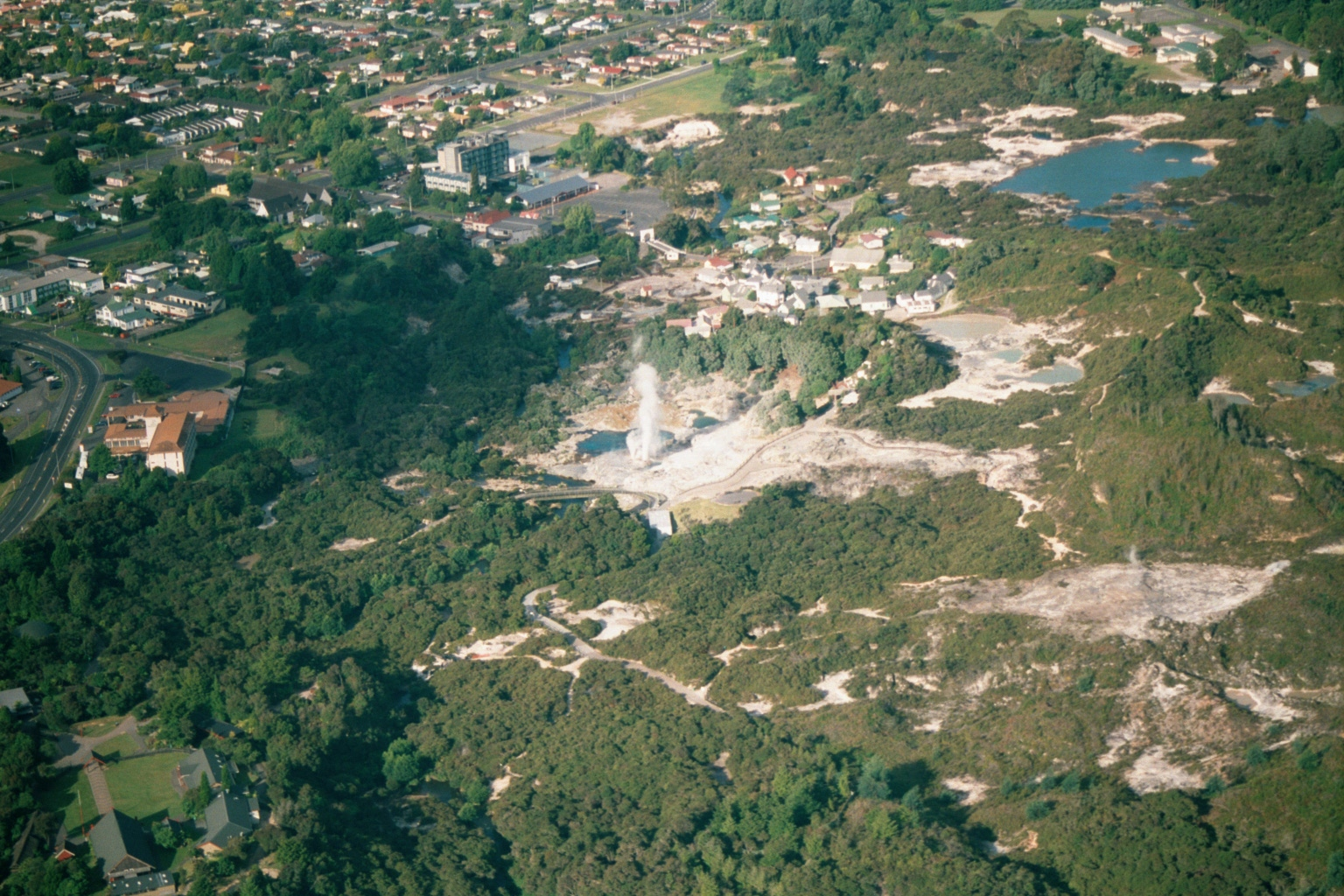
포후투 간헐천의 분출

포후투 간헐천(Pohutu Geyser)은 뉴질랜드 북섬 로토루아의 와카레와레와 지열 계곡에 있는 간헐천이다. 포후투는 마오리어로 ‘큰 분출’ 또는 ‘폭발’을 의미한다.

## 개요
이 지역의 주요 매 시간 간헐천은 2~3회에서 하루 20차례 증기를 내뿜으며, 높이는 100m까지 이른다. 뉴질랜드 마오리족 예술 공예 연구소를 통해 이곳으로 접근하는 것이 가능하다.

## 같이 보기
- 로토루아